# Campionati del mondo di ciclismo su pista 2023 - Inseguimento individuale maschile
La gara di inseguimento individuale maschile ai Campionati del mondo di ciclismo su pista 2023 si è svolta il 6 agosto 2023. Vi hanno gareggiato 27 atleti da 17 nazioni.

## Podio
| Pos.    | Atleta         | Nazione     |
| ------- | -------------- | ----------- |
| Oro     | Filippo Ganna  | Italia      |
| Argento | Daniel Bigham  | Regno Unito |
| Bronzo  | Jonathan Milan | Italia      |

## Risultati

### Qualificazioni[2]
I primi due (classificati per il tempo ottenuto) accedono alla finale per la medaglia d'oro, il terzo e il quarto partecipano alla finale per la medaglia di bronzo.
| Posizione | Atleta              | Nazione       | Tempo    | Gap     | Note |
| --------- | ------------------- | ------------- | -------- | ------- | ---- |
| 1         | Filippo Ganna       | Italia        | 4:01.344 |         | QG   |
| 2         | Daniel Bigham       | Gran Bretagna | 4:02.961 | +1.617  | QG   |
| 3         | Jonathan Milan      | Italia        | 4:06.393 | +5.049  | QB   |
| 4         | Ivo Oliveira        | Portogallo    | 4:06.407 | +5.063  | QB   |
| 5         | Tobias Buck-Gramcko | Germania      | 4:07.626 | +6.282  |      |
| 6         | Conor Leahy         | Australia     | 4:08.593 | +7.249  |      |
| 7         | Oliver Bleddyn      | Australia     | 4:09.606 | +8.262  |      |
| 8         | Felix Groß          | Germania      | 4:09.800 | +8.456  |      |
| 9         | Chris Ernst         | Canada        | 4:10.281 | +8.937  |      |
| 10        | Manlio Moro         | Italia        | 4:10.460 | +9.116  |      |
| 11        | Thomas Sexton       | Nuova Zelanda | 4:11.793 | +10.449 |      |
| 12        | Corentin Ermenault  | Francia       | 4:12.341 | +10.997 |      |
| 13        | Claudio Imhof       | Svizzera      | 4:13.157 | +11.813 |      |
| 14        | Kacper Majewski     | Polonia       | 4:13.544 | +12.200 |      |
| 15        | Kazushige Kuboki    | Giappone      | 4:13.708 | +12.364 |      |
| 16        | Niccolò Galli       | Italia        | 4:14.830 | +13.486 |      |
| 17        | Michael Foley       | Canada        | 4:15.609 | +14.265 |      |
| 18        | Carson Mattern      | Canada        | 4:17.896 | +16.552 |      |
| 19        | Zhang Haiao         | Cina          | 4:17.897 | +16.553 |      |
| 20        | Juan Arango         | Colombia      | 4:21.752 | +20.408 |      |
| 21        | Joan Bennassar      | Spagna        | 4:21.951 | +20.607 |      |
| 22        | Shoi Matsuda        | Giappone      | 4:21.963 | +20.619 |      |
| 23        | Ramis Dinmukhametov | Kazakistan    | 4:28.720 | +27.376 |      |
| 24        | Vitālijs Korņilovs  | Lettonia      | 4:31.444 | +30.100 |      |
| 25        | Lotfi Tchambaz      | Algeria       | 4:34.561 | +33.217 |      |
| 26        | Qiu Zhentao         | Cina          | 4:36.644 | +35.300 |      |
| 27        | Valère Thiébaud     | Svizzera      | 4:46.943 | +45.599 |      |

### Finali[3]
| Posizione            | Atleta           | Nazione          | Tempo            | Gap              | Note             |
| Finale per l'oro     | Finale per l'oro | Finale per l'oro | Finale per l'oro | Finale per l'oro | Finale per l'oro |
| -------------------- | ---------------- | ---------------- | ---------------- | ---------------- | ---------------- |
| 1                    | Filippo Ganna    | Italia           | 4'01"976         |                  |                  |
| 2                    | Daniel Bigham    | Gran Bretagna    | 4:02.030         | +0.054           |                  |
| Finale per il bronzo |                  |                  |                  |                  |                  |
| 3                    | Jonathan Milan   | Italia           | 4:05.868         |                  |                  |
| 4                    | Ivo Oliveira     | Portogallo       | 4:08.469         | +2.601           |                  |